# Federico Tomasoni
Federico Tomasoni (* 4. Juli 1997) ist ein italienischer Freestyle-Skier und ehemaliger Skirennläufer. Nach dem Wechsel der Sportart ist er auf die Disziplin Skicross spezialisiert. Bei den Weltmeisterschaften 2023 gewann er die Mixed-Bronzemedaille.

## Biografie

### Ski Alpin
Der aus Castione della Presolana in der Provinz Bergamo stammende Federico Tomasoni bestritt im Alter von 16 Jahren erste nationale Jugendrennen in seiner Heimat. Seine ersten FIS-Rennen absolvierte er wenig später im Sarntal. Anfang Februar 2016 gab er in der Abfahrt am selben Ort sein Europacup-Debüt. Trotz zahlreicher Starts in allen Disziplinen bei verschiedenen Rennserien gelang Tomasoni nicht der Durchbruch. Bei 19 Europacup-Teilnahmen blieb er stets außerhalb der Punkteränge. Als mit Abstand bestes Resultat belegte er im Februar 2017 Platz 31 in der Kombination im Sarntal. Ein Jahr später entschied er in Bardonecchia zwei Citizen-Rennen in Abfahrt und Super-G für sich. Knapp zwei Jahre danach gewann er im chinesischen Wanlong Resort sein einziges FIS-Rennen. Am Tag darauf bestritt er sein letztes alpines Rennen.

### Freestyle-Skiing
Tomasoni startete bereits im Winter 2019/20, seiner letzten Saison als alpiner Skirennläufer, vereinzelt auch im Skicross. Er debütierte im Rahmen der österreichischen Meisterschaften auf dem Pitztaler Gletscher und startete am nächsten Tag erstmals im Europacup. Nach vier Platzierungen in den Punkterängen wurde der Sohn eines ehemaligen Skirennläufers im Hinblick auf die folgende Saison in die italienische Nationalmannschaft aufgenommen. Nach einer durchwachsenen Europacup-Saison klassierte er sich im Winter 2021/22 zehnmal unter den besten zehn, davon zweimal als Dritter.
Am 19. Dezember 2021 gab Tomasoni in Innichen sein Debüt im Freestyle-Skiing-Weltcup. Seine erste Platzierung in den Punkterängen gelang ihm vier Wochen später mit Rang 19 in Nakiska. Auf der Reiteralm schaffte er Mitte Februar 2023 als Sechster sein erstes Spitzenergebnis. Bei seinen ersten Weltmeisterschaften in Bakuriani gewann er gemeinsam mit Jole Galli die Bronzemedaille im Mixed hinter den Teams aus Schweden und Kanada. Im Einzelrennen belegte er Rang sechs.

### Privates
Tomasoni war bis zu ihrem Tod im Jahr 2024 mit der Skirennläuferin Matilde Lorenzi liiert.

## Erfolge Ski Alpin
- 1 Sieg in einem FIS-Rennen
- 2 Siege in Citizen-Rennen

## Erfolge Freestyle

### Weltmeisterschaften
- Bakuriani 2023: 3. Skicross Mixed, 6. Skicross

### Weltcup
- 1 Platzierung unter den besten zehn

### Weltcupwertungen
| Saison  | Gesamt | Gesamt | Skicross | Skicross |
| Saison  | Platz  | Punkte | Platz    | Punkte   |
| ------- | ------ | ------ | -------- | -------- |
| 2021/22 | –      | –      | 49.      | 12       |
| 2022/23 | –      | –      |          |          |

### Weitere Erfolge
- 2 Podestplätze im Europacup